# Финеас и Ферб филм: Широм друге димензије
Финеас и Ферб филм: Широм друге димензије (енгл. Phineas and Ferb the Movie: Across the 2nd Dimension) је амерички телевизијски филм из 2011. године базиран на телевизијској серији Финеас и Ферб. Филм је емитован 5. августа 2011. године у Сједињеним Америчким Државама. Први пут га је најавио Џеф „Свомпи” Марш у јануару 2011. године током интервјуа за The Daily Telegraph. Догађаји из филма се дешавају током треће сезоне серије Финеас и Ферб. Први је дугометражни филм у серији Финеас и Ферб, и четврти анимирани Disney Channel Original Movie, након Ким Опаснић: Таква драма, Лориј и Стич и Прауд породица филм.
Премијеру филма гледало је 7,6 милиона гледалаца, чинећи га једним од најгледанијих анимираних програма на кабловској у више од три године.